# Darren White
Darren White (24 de marzo de 1989 en Taunton) es un futbolista inglés nacionalizado neozelandés que juega como mediocampista en el Auckland City.

## Carrera
Hizo su debut en 2007 jugando para el Waikato FC. Ese mismo año comenzó a rondar por las divisiones inferiores de varios clubes de Alemania e Inglaterra hasta recalar en el Frome Town inglés en 2008. A mediados de 2011 viajó a Nueva Zelanda para jugar en el Canterbury United. En 2013 fue adquirido por el Auckland City, con el que en ese mismo año ganó las dos veces la Liga de Campeones de la OFC y una Charity Cup.

### Clubes
| Club                    | País          | Año             |
| ----------------------- | ------------- | --------------- |
| Waikato                 | Nueva Zelanda | 2007            |
| Hansa Rostock Sub-19    | Alemania      | 2007            |
| Blackburn Rovers Sub-19 | Inglaterra    | 2007            |
| Bentwisch Sub-19        | Alemania      | 2008            |
| Frome Town              | Inglaterra    | 2008 - 2011     |
| Canterbury United       | Nueva Zelanda | 2011 - 2013     |
| Auckland City           | Nueva Zelanda | 2013 - Presente |

## Palmarés
| Título            | Club          | País          | Año     |
| ----------------- | ------------- | ------------- | ------- |
| Liga de Campeones | Auckland City | Nueva Zelanda | 2013    |
| Charity Cup       | Auckland City | Nueva Zelanda | 2013    |
| ASB Premiership   | Auckland City | Nueva Zelanda | 2013/14 |
| Liga de Campeones | Auckland City | Nueva Zelanda | 2014    |
| ASB Premiership   | Auckland City | Nueva Zelanda | 2014/15 |
| Liga de Campeones | Auckland City | Nueva Zelanda | 2015    |
| Charity Cup       | Auckland City | Nueva Zelanda | 2015    |
| Liga de Campeones | Auckland City | Nueva Zelanda | 2016    |
| Liga de Campeones | Auckland City | Nueva Zelanda | 2017    |
| Premiership       | Auckland City | Nueva Zelanda | 2017-18 |